# Quilpué
Quilpué es una comuna y ciudad chilena perteneciente a la Región de Valparaíso, capital de la Provincia de Marga Marga. Junto a las comunas de Valparaíso, Viña del Mar, Concón y Villa Alemana, integra el área metropolitana del Gran Valparaíso.
Recibe el apodo de «Ciudad del Sol», «por su clima benigno y prodigioso». 
Geográficamente está asentada sobre las cuencas de los esteros Quilpué, Marga Marga y Puangue, y pertenecen a ella subterritorios como El Belloto, en el área urbana, o Colliguay, en la zona rural.
Quilpué es el tercer municipio más poblado de la región, por detrás de las comunas de Viña del Mar y Valparaíso, siendo sus principales actividades económicas la industria manufacturera, el comercio, el rubro inmobiliario y la enseñanza.

## Toponimia
En el libro «Quilpué, de Floreciente Villa a Ciudad Capital» se registran un total de diez teorías sobre el origen y significado de la palabra «Quilpué», aunque todas estas son distintas variantes de solo dos etimologías: una primera vendría del mapudungún küllpo, ‹tórtola cordillerana›, y del mapudungún we ‹lugar›, es decir, ‹lugar de tórtolas›; en tanto que una segunda etimología procedería del mapudungún kewpü ‹pedernal› y del sufijo we ‹lugar›, para configurar el significado de ‹lugar de pedernales›. De ellas, el Consejo Nacional de Historia decidió en 1972 otorgar a traducción oficial la primera de ellas, esto es, ‹donde abundan especialmente las tórtolas›, tal cual lo señaló en 1869 Pedro Armengol Valenzuela y, más tarde, en 1944, el misionero capuchino Ernesto Wilhelm de Moesbach.
Entre las demás acepciones, cuatro hacían referencia a «Quilpué» como ‹lugar de pedernales›, aunque con ligeras variaciones. La voz kewpü hace referencia al pedernal o siléx negro, con el que se puede sangrar o fabricar hachas. A partir de esto se generaron distintas traducciones: ‹instrumento para sangrar›, ‹pedernal para sangrar›, ‹guijarros agudos›, ‹lugar de pedernales›, las que se fundamentaban en que los picunches, nativos de la zona, eran avezados en la confección de estas piedras, las que utilizaban para practicar sangrías, un arte medicinal muy socorrido y que fue realizado incluso por la naciente población chilena hasta bien entrada la Colonia. En el mismo sentido, Francisco Solano Astaburuaga había expresado en 1867 la posibilidad de que esta toponimia tuviera, impropiamente, el significado de ‹comarca de jaspes›. Casi un siglo después, dos investigaciones paralelas realizadas por Urbano Rojas Castillo y Luis Aguirre Achiburu, dieron también oportunidad a la descripción de ‹paraje de piedras negras›.
Por otro lado, el apodo de «Ciudad del Sol», en relación con el «clima benigno y prodigioso», fue puesto por Teresa Bórquez Oberreuter, educadora y poetiza portomontina, que cuando llegó a la ciudad en 1932 y hasta su muerte en 1941, utilizó en sus múltiples poemas estas palabras para referirse a Quilpué, las que de forma simultánea y en adelante fueron también empleadas por otros poetas locales.

## Historia

### Prehistoria, conquista y colonia
El valle en el que se asientan las actuales comunas de Quilpué y Villa Alemana fue poblado por los picunches, también llamados mapuches del norte, a quienes los kichwas (quechuas) del Tawantinsuyu sometieron durante medio siglo, a partir de 1435. Los picunches eran un colectivo recordado por las piedras horadadas que dejaban en sus ceremonias, llamadas piedras tacitas; no residían en poblados establecidos y, mayoritariamente, se dedicaban a la ganadería y textilería, por cuanto confeccionaban vestuarios con lanas de llamas, a las que previamente criaban. No obstante, bajo sus dominadores kichwas tomó importancia la minería del oro. Los picunches debieron enviar al Inka del Qosqo (Cuzco) un tributo de este mineral, el que se extraía de las arenas auríferas del Estero Marga Marga. Es por esta razón que una de las fortalezas incarias, o pucará, fue construida durante este período en las riveras del afluente, robusteciendo la importancia económica del asentamiento. Tras la dominación española de estas tierras y la información que proporcionó el cacique Michimalongo tras la derrota, el conquistador Pedro de Valdivia ordenó el reinicio de las faenas en 1541, a lo cual, los lavaderos de oro de Marga Marga rindieron tal cantidad del metal precioso, que financiaron la Conquista de Chile. Con ello, Pedro de Valdivia apodó al riachuelo como El río de las minas.
Dice la leyenda que tras la conquista, la primera propiedad de las tierras de Quilpué recayó a Rodrigo de Araya, compañero del conquistador Pedro de Valdivia, a quien le fueron entregadas a elección el 26 de abril de 1547, por gracia de su labor en el Cabildo de Santiago. En dicha ocasión Araya señaló los siguientes motivos de su decisión: 

Mi señor Gobernador, cumplí con mi deber, sin intenciones de recibir una gracia, pero ya que se me quiere hacer merced de algo, prefiero que me sean donadas las tierras de Quilpué, de esa hermosa hacienda cerca del mar que ya conozco. He visitado esas tierras con Ud. mismo y no puedo borrar de mis ojos la belleza de sus paisajes, ni de mi espíritu, tan delicioso clima; ni olvido el imán de sus montañas ligeras ni el esplendor de sus bosques verdegueantes, de pájaros que nos embelesan con su trino al despertar de cada aurora. Si esto fuera posible, señor Gobernador y amigo, lo estimaría, como el mejor de los premios.
Rodrigo de Araya

Los lavaderos fueron mantenidos por la familia Araya, junto a un colectivo de indígenas ya establecidos a su servicio, los que dieron forma a un caserío disperso pero aislado, que fue conocido como San José de Marga Marga. Empero, era el Cabildo de Santiago el que seguía dictando directrices para la correcta administración de los lavaderos, por lo cual se nombraba a un Alcalde de Minas, que residía en el lugar. En este período se manifestó también, y al igual que con los picunches y kichwas, el desinterés en el desarrollo agrícola del valle. De este modo, hasta inicios el siglo XVIII solo la minería constó de importancia productiva. Fue entonces cuando la familia Valencia, oriunda de Quillota y también asociada a la conquista española, le compró paulatinamente tierras a la familia Araya, para otorgarles un propósito agrícola, al mismo tiempo que las diferentes herencias y vinculaciones matrimoniales entre ellos conllevó la división y subdivisión de los antiguos predios, lo cual trajo un mayor comercio de tierras, que finalmente reforzó el nuevo perfil de la zona. De esta forma fueron llegando primerizos clanes de ingleses e italianos, junto a otras familias hispanas al valle.

### Quilpué tras la Independencia
Se constituyó ya en el siglo XIX una florenciente población, con las familias Araya-Valencia, los Valencia-Araya, los Valencia-Urrutia y los Valencia-Mena, como familias pioneras en la organización del poblado, ahora constituido también por familias de variados orígenes europeos, que llegaron a la localidad gracias a la cercanía con el puerto de Valparaíso, en el contexto de la primera mundialización, y que se sumaron a las también antiguas descendencias picunches. En 1856, y tras la construcción de la vía férrea Santiago-Valparaíso, definitivamente despegó el poblamiento quilpueíno.
En efecto, el 14 de octubre de 1893 se creó la comuna de Quilpué con asiento en la aldea del mismo nombre y que abarcó todo el territorio al norte de la cuenca del Estero Marga Marga, valle trasladado a la administración del Departamento de Casablanca. El 25 de abril de 1898 se otorgó a la entonces Villa de Quilpué el título de ciudad, y por aquellos años se oficializaron las primeras juntas vecinales o subdivisiones de la urbe, como fue el caso de las poblaciones Buenos Aires, El Retiro y El Sauce —hoy El Belloto—, declaradas en 1893, 1911 y 1912 respectivamente. También por entonces surgieron las primeras industrias.
La ciudad adquirió tal importancia que se convirtió en el centro poblacional y administrativo de primer orden del Valle de Quilpué. El inevitable crecimiento de la ciudad se desarrolló en principio longitudinalmente a las líneas férreas y al camino que unía Valparaíso con Limache, en un sentido este-oeste.

### Mediados delsigloXX
El influjo desarrollista que a nivel de gobierno nacional se gestó, sobre todo después de la crisis de 1929, condujo a la adopción de una política de sustitución de importaciones, lo que dio pie a que una pujante rama industrial surgiese en Quilpué durante este período, de manera que destacaron varias corporaciones instaladas en la ciudad.
Compañía Molinos y Fideos Carozzi fue una de ellas, la que llegó a ser la más importante del país en la fabricación de pastas y fideos y que se trasladó desde Valparaíso a Quilpué en 1907, estando activo en la ciudad hasta su traslado definitivo a San Bernardo en 1982. Su escala de operaciones demandó un grueso importante de la población local, y debido a la Ley de Habitaciones Obreras, también impactó fuertemente en la construcción de la ciudad. La Ley de Habitaciones Obreras buscaba dar solución a los problemas de vivienda de los ciudadanos chilenos de aquella época, para lo cual impulsaba los tratos entre empleadores y trabajadores para obtener un inmueble financiado entera o parcialmente por las compañías. Fue así que tres barrios de la ciudad surgieron del ejercicio de Carozzi en Quilpué: la población Augusto Carozzi, la población Enrique Wiegand, y la población El Esfuerzo.
Otra industria a destacar fue la avícola, con la Granja Avícola Arizona, ubicada en el sector de Alto El Yugo, y cuyo emprendimiento data de los años 1950, la cual en 2013 era uno de los criaderos más grandes del país, con un plantel de más de 500 000 aves. También destacaron y destacan aún Laboratorios Knop (1951), especialista en farmacéutica y homeopatía, la fábrica de puertas y ventanas Cornils y Cía (1944), la de jabones Rivera y Cía (1958), la de papel Decomural, y la textil Zahr S.A., entre otras.
Cabe destacar que por estos años comenzó a darse un realce de los ejes perpendiculares al histórico crecimiento longitudinal, de modo que la urbe proyectó con fuerza su expansión hacia la zona sur, especialmente con un fin residencial. En menor medida se establecieron barrios residenciales hacia el norte, donde sí hubo una mayor impronta industrial al respecto, en especial con Belloto Norte, cuyas 96 hectáreas fueron compradas por Corfo en 1974 con este fin, tras lo cual, permitió que medio centenar de empresas industriales se hayan instalado en dicha área.

### Quilpué hacia elsigloXXI

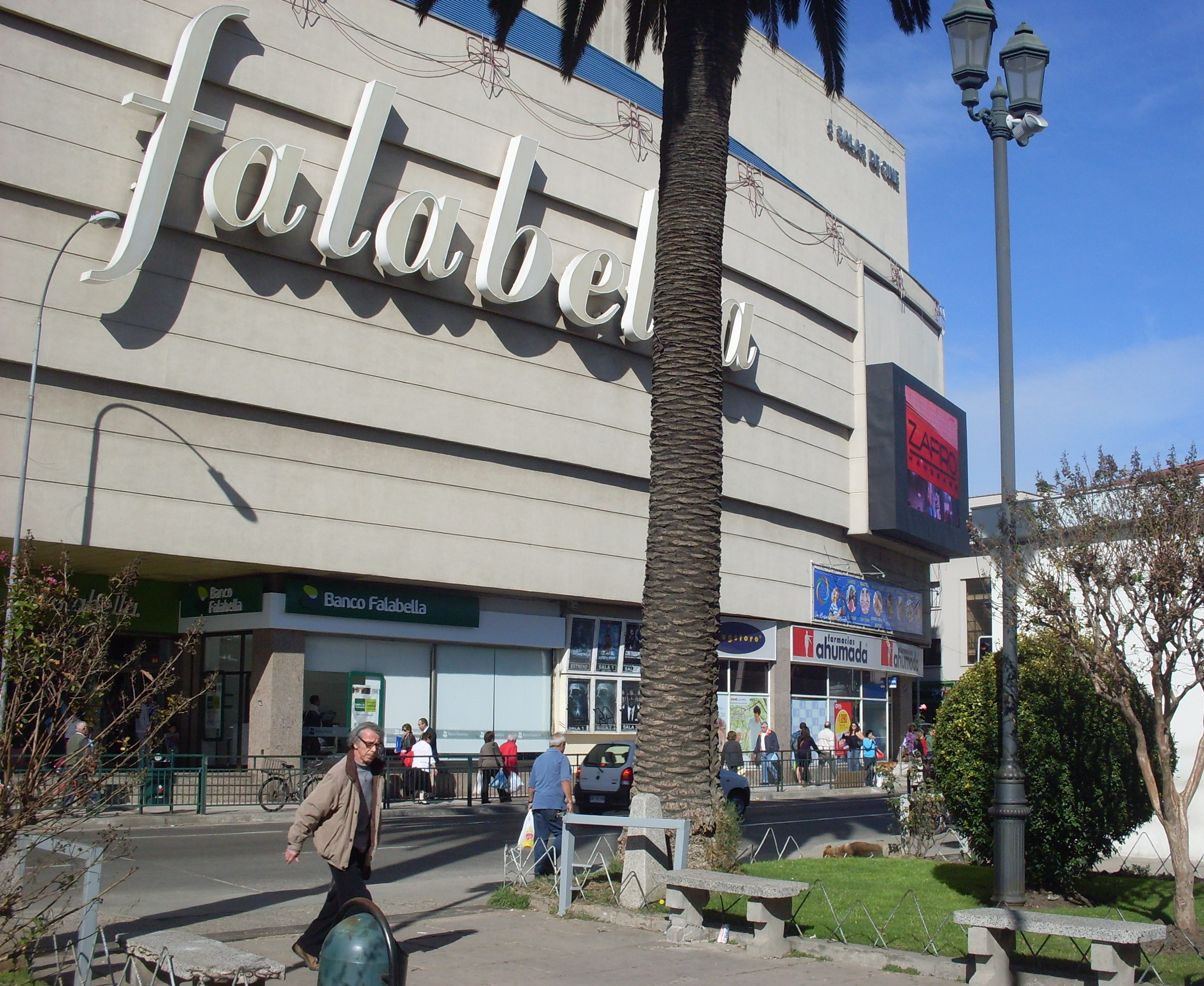
Mall Plaza del Sol, observado desde la Parroquia de Nuestra Señora del Rosario, por calle Diego Portales.

Ya en el contexto de la globalización y liberalización económica, tomó un fuerte peso el comercio y el sector terciario en la ciudad, que venía en apogeo desde principios del siglo XX. Un hecho icónico fue la instalación de los primeros supermercados en la década de 1980, lo cual sería el antecedente para la instalación de hipermercados y retail en general, en las décadas siguientes. Otro ejemplo lo constituyen los tres malls que posee la urbe en 2016: Mall Plaza del Sol, Portal Belloto y Centro El Belloto. También en esta etapa destaca el gran desarrollo inmobiliario que ha experimentado toda la ciudad, lo cual ha significado el sostenido crecimiento demográfico de la comuna, y el abordaje de una mayor complejidad territorial, lo cual fue gatillante para ser designada como capital de la naciente provincia de Marga Marga en 2010.

## Geografía
Desde una lectura simplificada, la comuna de Quilpué se organiza a partir de una zona urbana preponderante, ubicada en el extremo noroeste del territorio comunal, y conurbada con el Gran Valparaíso, al poseer continuidad con Villa Alemana por el oriente y con Viña del Mar por la zona poniente. Desde esta área y hacia el sur, se proyectan las diferentes dependencias rurales de Quilpué, entre ellas, la aldea de Colliguay, la de mayor peso demográfico del grupo, que contaba en 2002 con 494 habitantes. En la zona urbana, además, hay un total de 12 sectores, los cuales aglomeran en su interior al conjunto de barrios que constituyen la ciudad, con sus juntas vecinales y organizaciones sociales. La representación espacial de toda esta organización comunal se exhibe a continuación:

### Geología y relieve

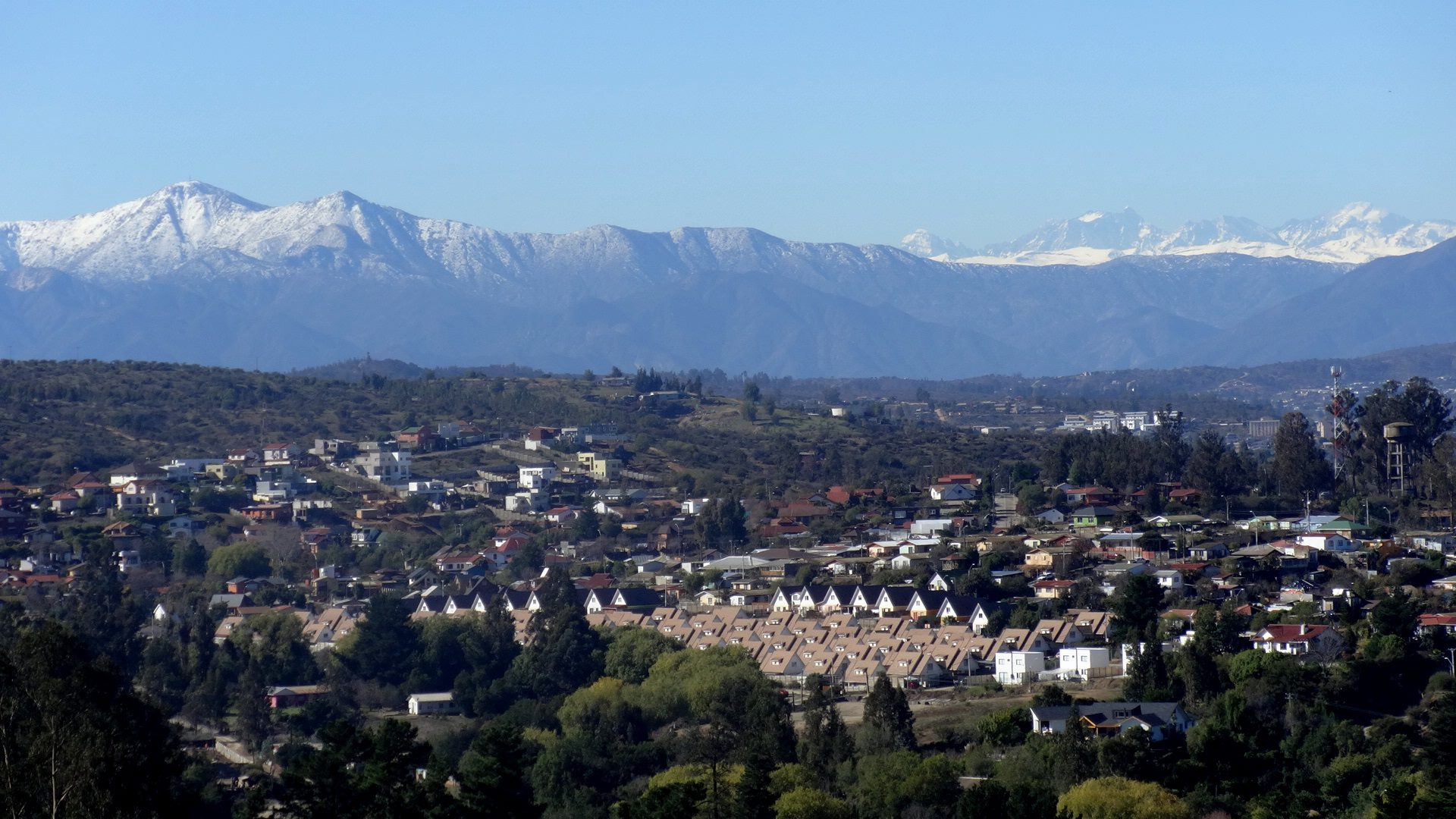
Cordillera de la Costa frente a Quilpué, en el mes de junio.

Emplazado entre los 33º00’ y 33º15’ de latitud sur, y entre los 71º00’ y 71º30’ de longitud oeste, Quilpué está mayoritariamente asentado sobre la Cuenca del Estero Quilpué, que es a su vez una subcuenca del Marga Marga, que constituye una cuenca costera de la zona central de Chile. Pese a ello, es la cordillera de la Costa y sus ramales erosionados, la unidad morfológica dominante en el paisaje de la comuna. Posee una superficie de 537 km² y en su interior hay altitudes tan variables como los 209 m s. n. m. en el límite con Viña del Mar, o los 2040 m s. n .m. en el Cerro Vizcachas, en el límite con la Región Metropolitana de Santiago.
El Valle de Quilpué y Villa Alemana está constituido por secuencias sedimentarias fluviales: coquinas, conglomerados coquináceos, areniscas y conglomerados estructurados en niveles, que datan del Pleistoceno (PPl1m), diferenciándose por esta razón de la cuenca alta del Marga Marga, que está compuesta principalmente por depósitos aluviales, coluviales y de remoción en masa, correspondientes al intertanto Pleistoceno-Holoceno (Q1). Ambos conjuntos están montados en una zona dominada por monzodioritas cuarcíferas, dioritas y granodioritas de biotita, piroxeno y hornblenda, que varían entre los 180 y 142 millones de años, y cuyo origen se remonta a la etapa geológica del Jurásico Medio-Superior (Jsg).
En el lado sureste de la comuna está ubicado el Valle de Colliguay, dispuesto sobre la Cuenca del Puangue, un tributario del río Maipo. Hay cierta diversidad geológica en este valle, dada la presencia de secuencias sedimentarias y volcánicas continentales del Jurásico Medio-Superior (Js2c), secuencias volcánicas y sedimentarias marinas del Jurásico (J2m), y del Cretácico Inferior (Ki2m), como dioritas y monzodioritas de piroxeno y hornblenda, granodioritas, monzogranitos de hornblenda y biotita del Cretácico Inferior alto y Cretácico Superior bajo (Kiag), de hace apenas 123 a 85 millones de años.
Como es natural de todo Chile, Quilpué presenta un fuerte riesgo sísmico, al ser receptor de toda actividad telúrica que origina la subducción de la Placa de Nazca en la Placa Sudamericana frente a las costas chilenas, riesgo que se ve maximizado, además, por el hecho de que en su territorio hay un sistema de fallamiento de considerable longitud y potencial de desplazamiento, conocido como falla del Marga Marga.

### Clima
El clima de Quilpué corresponde a un clima mediterráneo con lluvias invernales y con estación seca prolongada, propio de los valles de la costa de la Región de Valparaíso. Es un clima templado, que acusa cierto grado de continentalidad, si lo comparamos con las ciudades costeras como Viña del Mar o Valparaíso, debido a la distancia del litoral y la presencia de la cordillera de la Costa. Al reducirse la influencia del océano, las variaciones térmicas diarias y estacionales se hacen menos homogéneas, en tanto que la humedad relativa disminuye, sobre todo en época estival. En verano también, se constata una diferencia en la nubosidad entre la costa y Quilpué, del cual deriva el nombre característico de la ciudad; mientras que en invierno la situación se torna uniforme en toda la zona, dado el desplazamiento del anticiclón del Pacífico Sur-Oriental hacia el norte y las consecuentes entradas de sistemas frontales y de humedad costera que, al no tener encima la presión del anticiclón, puede sortear con mayor libertad el relieve. A mediados de año son recurrentes las heladas y eventuales nevazones se pueden presentar en las zonas más altas de la comuna.
| Parámetros climáticos promedio de Quilpué, Chile | Parámetros climáticos promedio de Quilpué, Chile | Parámetros climáticos promedio de Quilpué, Chile | Parámetros climáticos promedio de Quilpué, Chile | Parámetros climáticos promedio de Quilpué, Chile | Parámetros climáticos promedio de Quilpué, Chile | Parámetros climáticos promedio de Quilpué, Chile | Parámetros climáticos promedio de Quilpué, Chile | Parámetros climáticos promedio de Quilpué, Chile | Parámetros climáticos promedio de Quilpué, Chile | Parámetros climáticos promedio de Quilpué, Chile | Parámetros climáticos promedio de Quilpué, Chile | Parámetros climáticos promedio de Quilpué, Chile | Parámetros climáticos promedio de Quilpué, Chile |
| Mes                                              | Ene.                                             | Feb.                                             | Mar.                                             | Abr.                                             | May.                                             | Jun.                                             | Jul.                                             | Ago.                                             | Sep.                                             | Oct.                                             | Nov.                                             | Dic.                                             | Anual                                            |
| ------------------------------------------------ | ------------------------------------------------ | ------------------------------------------------ | ------------------------------------------------ | ------------------------------------------------ | ------------------------------------------------ | ------------------------------------------------ | ------------------------------------------------ | ------------------------------------------------ | ------------------------------------------------ | ------------------------------------------------ | ------------------------------------------------ | ------------------------------------------------ | ------------------------------------------------ |
| Temp. máx. abs. (°C)                             | 35                                               | 35                                               | 36                                               | 31                                               | 31                                               | 27                                               | 27                                               | 30                                               | 32                                               | 36                                               | 37                                               | 35                                               | 37                                               |
| Temp. máx. media (°C)                            | 27                                               | 26                                               | 24                                               | 21                                               | 18                                               | 15                                               | 15                                               | 15                                               | 17                                               | 19                                               | 22                                               | 25                                               | 20.3                                             |
| Temp. mín. media (°C)                            | 12                                               | 12                                               | 11                                               | 9                                                | 6                                                | 4                                                | 4                                                | 5                                                | 6                                                | 8                                                | 10                                               | 11                                               | 8.2                                              |
| Temp. mín. abs. (°C)                             | 3                                                | 3                                                | 2                                                | 0                                                | -1                                               | -2                                               | -2                                               | -2                                               | -1                                               | -1                                               | 1                                                | 1                                                | -2                                               |
| Lluvias (mm)                                     | 0                                                | 8                                                | 6                                                | 9                                                | 93                                               | 117                                              | 87                                               | 68                                               | 24                                               | 12                                               | 6                                                | 3                                                | 433                                              |
| Humedad relativa (%)                             | 76.0                                             | 73.0                                             | 77.3                                             | 77.7                                             | 79.3                                             | 84.5                                             | 84.8                                             | 83.8                                             | 82.5                                             | 79.0                                             | 74.0                                             | 70.3                                             | 78.5                                             |
| Fuente: Msn Weather.                             |                                                  |                                                  |                                                  |                                                  |                                                  |                                                  |                                                  |                                                  |                                                  |                                                  |                                                  |                                                  |                                                  |

### Flora y fauna

Trazado simplificado de los ecosistemas y cuerpos de agua presentes en la comuna de Quilpué.

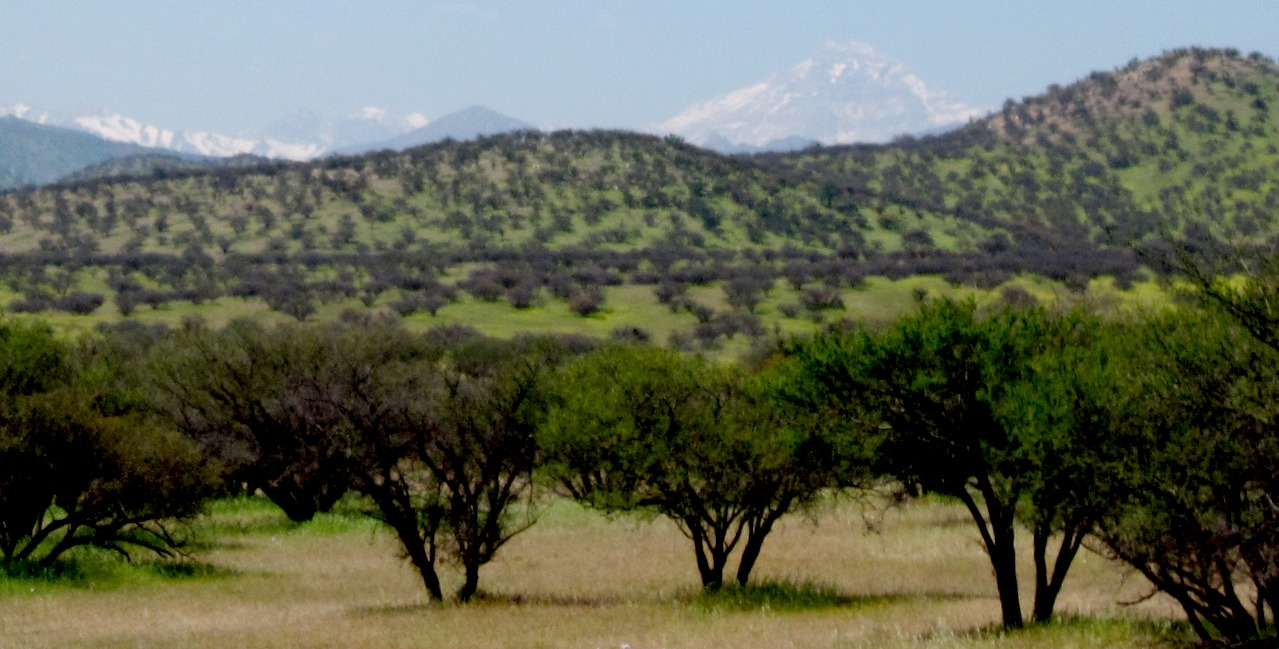
Ejemplo de sabanas mediterráneas, las que se pueden encontrar en Quilpué.

La vegetación clímax de la zona es el bosque esclerófilo, el cual puede desarrollarse con completa libertad en pendientes moderadas a altas en laderas de umbría, de modo que se produce un notorio contraste con las laderas de solana, donde predomina el matorral xerófilo de cactáceas y puyales. En fondos de quebradas y sitios aledaños puede aparecer vegetación higrófila, mientras que en áreas de escasa pendiente y alta insolación se manifiestan usualmente sabanas mediterráneas, integradas por estepas y colonias dispersas de espinos (Acacia caven). De esta forma se componen las cuatro unidades fisonómicas básicas de vegetación que predominan en el territorio.
Quilpué pertenece al hotspot chileno de biodiversidad, pues posee en su flora y fauna un alto nivel de endemismo, el cual se encuentra altamente amenazado. Dentro del territorio de la comuna se pueden hallar los siguientes ecosistemas:
- Bosque caducifolio mediterráneo costero donde predominan Nothofagus macrocarpa y Ribes punctatum (Vulnerable).
- Bosque esclerófilo mediterráneo costero donde predominan Cryptocarya alba y Peumus boldus (Vulnerable).
- Bosque esclerófilo mediterráneo costero donde predominan Lithrea caustica y Cryptocarya alba (Casi amenazado).
- Matorral bajo mediterráneo costero donde predominan Chuquiraga oppositifolia y Mulinum spinosum (Vulnerable).

Sin embargo, los espacios naturales han sido intervenidos en buena parte de la comuna, de modo que han tenido refugio en la alta cuenca del Marga Marga, el Valle de Colliguay y la zona al norte de la ciudad, constituida por los fundos San Jorge, El Carmen y El Rebaño. Precisamente este último es un ejemplo claro, al ser evaluado con un endemismo de 57 % en plantas vasculares y con especies de renombre amenazadas, como la guilesia (Gilliesia graminea), la palma chilena (Jubaea chilensis), el lingue (Persea lingue) y el belloto del norte (Beilschmiedia miersii). También se constatan protestas para lograr una mayor protección respecto a los instrumentos de planificación metropolitana, dada su extrema cercanía con la zona urbana, y el inherente riesgo de destinar su superficie para usos antrópicos.
Hasta 2022, la comuna de Quilpué cuenta con las siguientes zonas que poseen algún nivel de protección ambiental:
- Cerro Viejo (Iniciativa de Conservación Privada).[45]
- Colliguay (Sitios ERB).[46]
- El Roble (Sitios Ley 19.300).[47]
- Humedal Estero Quilpué (Humedal urbano).[48]
- Humedal Estero Quilpué, sector Quilpué (Humedal urbano).[49]
- La Campana - Peñuelas (Reserva Biósfera).[50]
- Los Perales - Estero Los Coligues - Cerro tres Puntas (Sitios ERB).[51]
- Reserva Forestal Lago Peñuelas (Reserva Forestal).[52]

Respecto a organismos vertebrados, hay registros de su abundancia y frecuencia en la zona norte de la comuna. Las aves muestran una alta abundancia absoluta, con el fío fío (Elaenia albiceps) como la especie más representativa, con un 13,5 % de los avistamientos, seguido del tordo (Curaeus curaeus) con un 8,5 %, y el cachudito (Anairetes parulus), con un 8,0 %. En los reptiles es la lagartija lemniscata (Liolaemus lemniscatus) la más reconocida, con un 73,0 % de los encuentros con este clado, y en un 57,1 % la rana grande chilena (Calyptocephalella gayi) hace lo propio desde los anfibios. En cuanto a la riqueza por tipo de ambiente, es el bosque o matorral esclerófilo el que aglomera a la mayor cantidad de especies, 56 en total, seguido del espinal y pradera, con 31 especies, y los fondos de quebrada con 27. Tras de estos, y con 16 especies, el matorral xerofítico es el menos concurrido por la fauna.

## Política y gobierno

Provincia de Marga Marga.

La Comuna de Quilpué fue creada legalmente el 14 de octubre de 1893, cuando aún era una aldea, perteneciente por entonces al Departamento de Casablanca. Unos pocos años después, el 25 de abril de 1898, consiguió el estatus de ciudad, y con el tiempo fue trasladada a la provincia de Valparaíso. Varias décadas más tarde, un 11 de marzo de 2010, se dictaminó la creación de la provincia de Marga Marga, y se decidió el nombramiento de Quilpué como capital provincial de este conjunto al que entraron a pertenecer también las comunas de Villa Alemana, Limache y Olmué, todas consideradas tradicionalmente localidades satélites del Gran Valparaíso. Asimismo, como históricamente Quilpué no había sido fundada, se realizó dicho acto el 25 de abril del año 2008, bajo el mandato del alcalde Mauricio Viñambres, el gobernador provincial de entonces, Ricardo Bravo; el Párroco de Quilpué, Jaime Da Fonseca; el decano de los sacerdotes de Marga Marga, Jorge Romero y el notario Carlos Swett.
Respecto a la administración de su propio territorio, el gobierno comunal, a cargo de la Ilustre Municipalidad de Quilpué, cuenta en primera instancia con la facultad de establecer un Plan de Desarrollo Comunal (Pladeco), un instrumento clave en la definición de acciones para impulsar el desarrollo integral del territorio y sus habitantes, el cual se suele proyectar normalmente a un plazo de cuatro años o más. En el caso de Quilpué, la última versión quedó establecida para el período 2016-2022, mientras se está trabajando en un nuevo instrumento para el período 2023-2028. También el municipio debe establecer un Plan Regulador Comunal (Prc), el cual está diseñado para velar por el desarrollo armónico de la urbe a largo plazo (en el orden de décadas), y que, para el caso de Quilpué, data de 2019, tras su última actualización.
De forma adicional, y a causa de la conurbación con el Gran Valparaíso, este último instrumento está afectado, a su vez, por el Plan Regulador Metropolitano de Valparaíso (Premval), cuya más reciente versión fue aprobada en 2013, donde Quilpué es una pieza constituyente en los esfuerzos mancomunados para el progreso armónico de toda esta metrópoli.

### Municipalidad
La Ilustre Municipalidad de Quilpué es dirigida por la alcaldesa Carolina Corti Badía (RN) para el período 2024-2028. En tanto, el Concejo Municipal, cuya función es fiscalizadora, normativa y resolutiva, está conformado por:
- Marco Aguirre Núñez (REP).
- Paola Toledo Orellana (REP).
- Mónica Neira Elgueta (REP).
- Daniel Raab Camalez (RN).
- Javier Cortés Zapata (Ind./RN).
- Renzo Aranda Contreras (DC).
- Francisco Villegas Alegre (FA).
- Paula Castro Astudillo (Ind. / FA).

### Representación parlamentaria
A nivel parlamentario, la comuna pertenece al Distrito Electoral n.º 6 y a la VI circunscripción senatorial (Región de Valparaíso). Es representada en la Cámara de Diputados y Diputadas del Congreso Nacional por los diputados Diego Ibáñez (FA), Francisca Bello (FA), Nelson Venegas (PS), Carolina Marzán (PPD), Andrés Longton (RN), Camila Flores (RN), Chiara Barchiesi (REP) y Gaspar Rivas (PDG) en el periodo 2022-2026. A su vez es representada en el Senado de Chile por los senadores Francisco Chahuán (RN), Kenneth Pugh (RN), Ricardo Lagos Weber (PPD), Isabel Allende (PS) y Juan Ignacio Latorre (RD).

## Símbolos de la ciudad
Quilpué posee dos emblemas representativos, su himno y su escudo, los cuales conjugan en su interior diferentes símbolos y elementos significativos.
El escudo de Quilpué fue diseñado por el artista Ignacio Severín Huidobro, y oficializado el 21 de diciembre de 1983, en el mandato del alcalde Arturo Longton Guerrero, por Decreto Alcaldicio N.º 1185. He aquí su descripción:

 Está partido y cortado conformando tres campos, uno a su derecha y dos a su izquierda. El sector superior de su campo derecho es de azur, trae un sol de oro en jefe y en punta una piedra tacita de su color. En su campo izquierdo superior en campo de gules, de plata un casco español (morrión), y sus armas representando la sangre de los indios, primeros habitantes del actual Quilpué. Ambos elementos conjugados están presentes en las generaciones de hoy. En el campo inferior izquierdo y en campo de oro en razón de los lavaderos de oro que concentraron la atracción hacia Quilpué, una tórtola acogiendo la etimología de la palabra.

El ornamento exterior de este escudo está constituido por ramas de vid en oro, producto abundante que dieron las tierras de Quilpué, y complementado con una corona mural que es relativa a ciudades. Completa este escudo una divisa en oro con leyenda en sable, I. Municipalidad de Quilpué.
Descripción del Escudo de Quilpué

El otro emblema local, correspondiente al himno de la ciudad, fue escrito por Rafael Riveros Quiroz, y compuesto junto a Hernán Molina Valderas. El resultado literario del mismo fue el siguiente:

Quilpué ciudad del sol, // la regalona y la más gentil. // Invita a gozar la alegría // de su juventud.

Ambiente de alegría, // tu clima saludable es un primor. // Por eso muy hondo en el alma // tu gran recuerdo siempre vivirá.
Quilpué ciudad del sol // son tus bellezas de gran atracción. // Mujeres que cual flor // cautivan al instante el corazón.

Y cuando ya al partir // iré cantando con gran emoción, // Quilpué ciudad de mis amores // tú eres dueña de mi corazón.
Himno de Quilpué

## Demografía

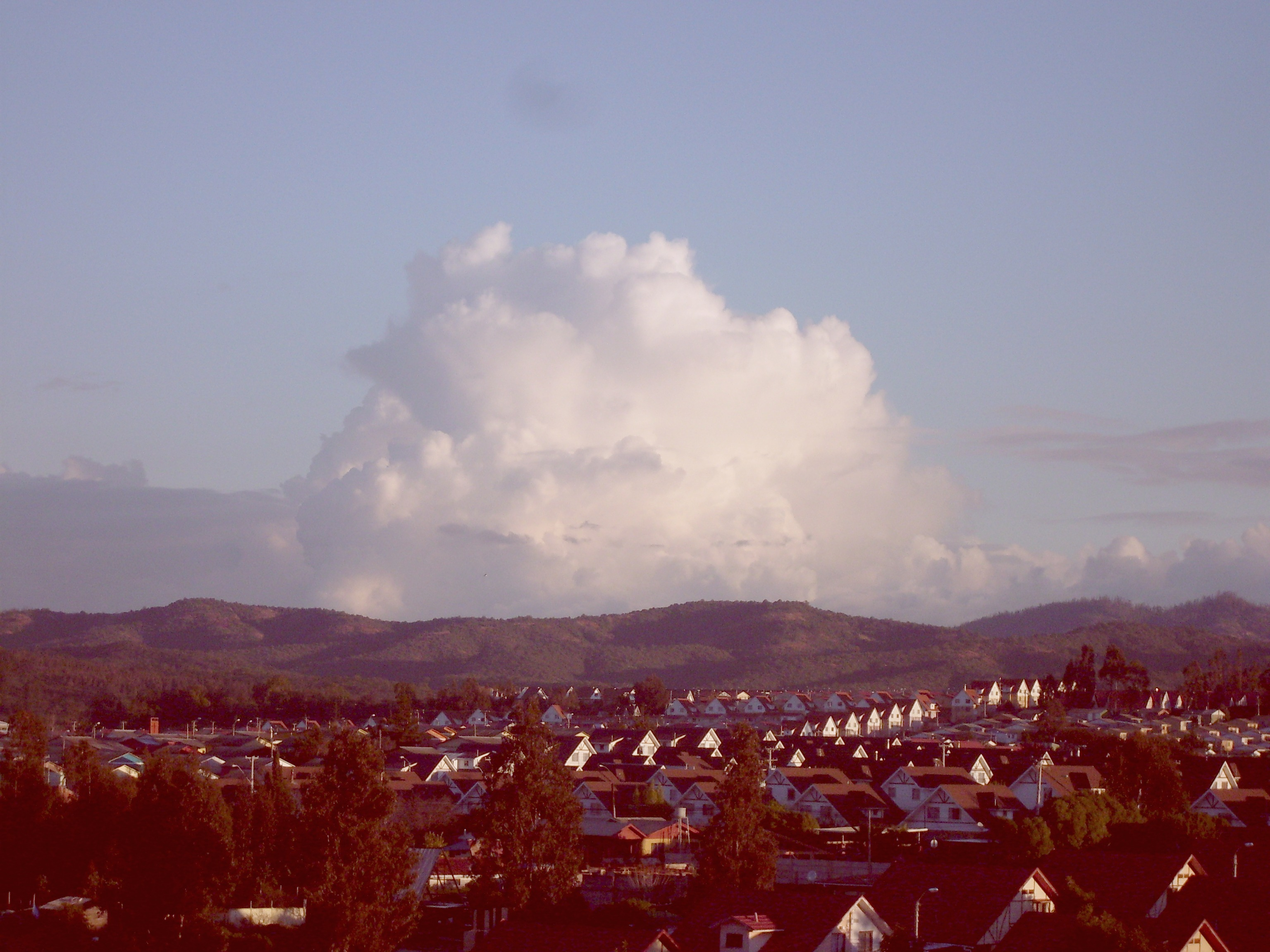
Los Pinos, sector residencial de Quilpué.

Según la proyección a 2015 realizada a partir de los datos del censo de 2002 del Instituto Nacional de Estadísticas, la comuna poseía una población de 168 070 habitantes y una densidad de 313 personas por km². Quilpué acogía al 9,21 % de la población total de la región, lo que la situaba como la tercera comuna con más habitantes, tras Viña del Mar y Valparaíso, y con un potente crecimiento, cuya variación era del 30,71 % entre 2002 y 2015, que superaba con creces el promedio regional (18,57 %) y nacional (19,12 %) para el mismo período, lo cual se amparaba en población inmigrante que provenía de otros puntos de la región, como también de regiones vecinas, y que venían a asentarse de modo permanente. Un 1,31 % de su población vivía en el ámbito rural y un 98,69 % era población urbana.
Evolución demográfica de Quilpué desde 1813
También se constató un notorio envejecimiento de la población quilpueína, por cuanto los tramos de edad más avanzados (45 a 64 años, y 65 o más) tendieron a proyectar un avance porcentual significativo en el intertanto 2002-2015, a cambio de la reducción de representatividad en los tramos etarios más jóvenes (0 a 14, 15 a 30, 30 a 44 años), que vino en paralelismo con la medida de su Índice de Adultos Mayores, que fue de 69,58. Este fenómeno, a su vez, se manifestó de un modo más pronunciado en la comuna que en las realidades a nivel regional y nacional, como se puede apreciar desde la siguiente tabla:
| Edad                                                                            | Quilpué       | Quilpué | Quilpué       | Quilpué | Otras escalas | Otras escalas |
| Edad                                                                            | Censo de 2002 | % 2002  | Censo de 2015 | % 2015  | % Región 2015 | % País 2015   |
| ------------------------------------------------------------------------------- | ------------- | ------- | ------------- | ------- | ------------- | ------------- |
| 0-14                                                                            | 30 373        | 23,62   | 31 270        | 18,61   | 19,38         | 20,36         |
| 15 a 29                                                                         | 29 610        | 23,03   | 38 030        | 22,63   | 23,73         | 23,79         |
| 30 a 44                                                                         | 31 138        | 24,22   | 34 145        | 20,32   | 20,30         | 21,36         |
| 45 a 64                                                                         | 24 018        | 18,68   | 42 866        | 25,50   | 24,47         | 24,17         |
| 65 y más                                                                        | 13 439        | 10,45   | 21 759        | 12,95   | 12,12         | 10,32         |
| Total                                                                           | 128 578       | 100     | 168 070       | 100     | 100           | 100           |
| Fuente: Censo de Población y Vivienda 2002 y Proyección de población 2015, INE. |               |         |               |         |               |               |

Tanto las tasas de natalidad (11,93 %), como las de mortalidad general (6,20 %) y mortalidad infantil (4,60 %), poseían cifras comparativamente por debajo de la región y el país.

## Economía
| Representatividad económica comunal | Representatividad económica comunal | Representatividad económica comunal | Representatividad económica comunal |
| Actividad                           | % Transacciones                     | % Empleo                            |                                     |
| ----------------------------------- | ----------------------------------- | ----------------------------------- | ----------------------------------- |
| Industria                           | 27,2 %                              | 26,1 %                              |                                     |
| Comercio                            | 27,0 %                              | 15,0 %                              |                                     |
| Inmobiliaria                        | 18,3 %                              | 29,0 %                              |                                     |
| Enseñanza                           | 7,9 %                               | 16,2 %                              |                                     |
| Primaria                            | 6,7 %                               | 3,4 %                               |                                     |
| Otros                               | 12,9 %                              | 10,3 %                              |                                     |
| Total                               | 100,0 %                             | 100,0 %                             |                                     |

El Servicio de Impuestos Internos constató en 2014 que la rama de actividad económica más significativa en el empleo comunal era la construcción, en conjunto con las actividades inmobiliarias, empresariales y de alquiler, con un 29,0 %. Seguidamente lo eran, con un 26,1 % la industria manufacturera, metálica y no metálica; con un 16,2 % la enseñanza; y con un 15,0 % la actividad comercial. Por su parte, las actividades primarias absorbieron solo un 3,4 % de la fuerza laboral, fundamentalmente en ganadería y agricultura, en tanto que el turismo, representado por la categoría hoteles y restaurantes, implicó apenas a un 1,7 % del universo de trabajadores.
No obstante, tanto la industria manufacturera como el comercio dominaban el panorama económico local respecto a transacciones totales calculadas a precio monetario, al abarcar un 27,2 % y un 27,0 % de la torta de transacciones comunales, siendo, por ende, las actividades económicas que más aportaban al ingreso neto comunal. Por su lado, el rubro inmobiliario alcanzó un 18,3 % del total, y más abajo la enseñanza y las actividades primarias comprendieron un 7,9 % y un 6,7 % respectivamente.
En 2018, la cantidad de empresas registradas en Quilpué fue de 3.366. El Índice de Complejidad Económica (ECI) en el mismo año fue de 1,82; mientras que las actividades económicas con mayor índice de ventaja comparativa revelada (RCA) fueron reparación de armas (405,2), hogares privados individuales con servicio doméstico (303,9), fabricación de brochas, escobas y cepillos (240,9), y fabricación de maletas, bolsos de mano y similares (112,0).
La población económicamente activa (PEA) representaba en 2009 a un 52,8 % de la población de 15 o más años, mientras que la tasa de desocupación alcanzaba los 15,1 % del PEA, una cifra que se encontraba por encima de los promedios a nivel regional y nacional. Pese a lo anterior, la pobreza por ingresos representó un 9,6 % de la población, lo cual es comparativamente menor a los índices para la región y el país.

## Cultura y sociedad

### Religión y etnia

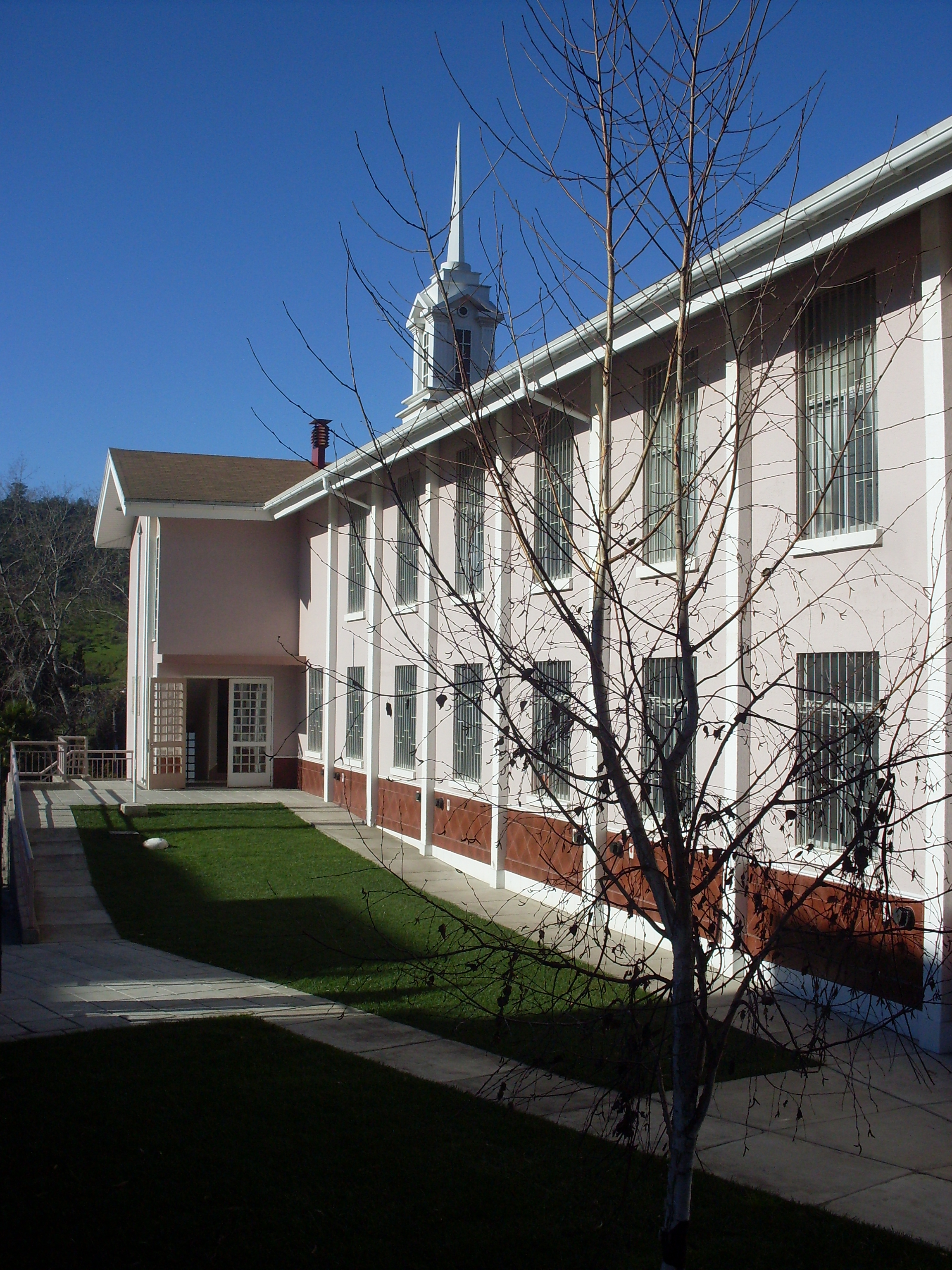
Capilla de la Iglesia SUD, ubicada en esquina calle Cooperación con Los Carrera.

Según el censo de 2002, el credo mayoritario de la ciudad era el catolicismo, con el 70,07 % de las preferencias. Secundariamente aparecieron los movimientos evangélicos, con un 10,43 % del total, y el grupo conformado por ateos y agnósticos, con un 9,12 %. Otras creencias sumaron un 10,39 %. Respecto a la etnicidad, el 1,08 % de la población se declaró indígena, es decir 1394 personas, de las cuales el 88,09 % se reconoció picunche, correspondiente a un subconjunto de 1228 ciudadanos. A continuación no hubo otra minoría étnica que sobresaliera, por lo que la proporción restante se distribuía esencialmente entre rapanuis, aimaras, atacameños y quechuas.

### Educación
La escolaridad promedio a 2009 era de 11,66 años, la cual superaba a los promedios regional y nacional, e incluso a todos los países de habla hispana. Esto se traducía en que uno de cada tres habitantes manifestaba formación profesional (29,77 %, con un 16,03 % titulado y un 13,74 % en formación); uno de cada tres educación media completa (36,22 %); y uno de cada tres educación media no completada en diferentes grados (32,49 %). Un 1,52 % se reportaba sin educación. En la actualidad, casi la totalidad de los menores entre 5 y 18 años se encuentran cursando la educación básica y la educación media, que forman doce años de educación obligatoria, establecida en 2003 por la Constitución. Esto, junto al mayor acceso a la educación superior, hace que los años esperados de escolaridad en Chile sean, según el PNUD, de 15,2 años para 2014, lo cual aplica también para Quilpué.
Quilpué fue la primera comuna de la región en poner en marcha el proceso de enseñanza municipalizada, el 16 de diciembre de 1981. No obstante, hacia el año 2014 el 75,2 % (94) de los establecimientos educativos de Quilpué era particular subvencionado, mientras, un 4,8 % (6) era particular pagado, y solo un 20,0 % (25) dependía de la Corporación Municipal. Por entonces, el número de matrículas mantuvo una proporción similar. Cabe destacar que el primer establecimiento educativo en servir a la comunidad fue el colegio público D-416 Manuel Bulnes Prieto, inaugurado en 1845, y que sigue en operaciones actualmente. En el ámbito rural, el primer centro de enseñanza se estableció en el decenio de 1920, en el asentamiento de Colliguay.
En cuanto a recintos de educación superior, la comuna cuenta con tres entidades: la Escuela de Ingeniería Mecánica de la Pontificia Universidad Católica de Valparaíso, la Sede Quilpué de la Universidad de Aconcagua, y limita con la Sede José Miguel Carrera de la Universidad Técnica Federico Santa María.

### Artes
Quilpué ha acogido a importantes literatos del país. Fue aquí donde Joaquín Edwards Bello pasó su niñez y adolescencia, para más tarde ser distinguido con el Premio Nacional de Literatura en 1943, o Daniel de la Vega, nacido en la ciudad, y quien recibió aquel mismo laurel diez años más tarde, en 1953. También se registran los pasos adolescentes de Roberto Bolaño, antes de obtener renombre a nivel iberoamericano.
En pintura, los parajes quilpueínos han sido retratados por destacados pintores, entre ellos Raymond Monvoisin, Pedro Lira o Alfredo Helsby. Este primer acercamiento, dado a inicios del siglo XX, dio paso a la residencia de un conjunto de pintores provenientes de otras localidades, que vinieron a avecindarse en los barrios de Quilpué durante varias décadas en dicha centuria. Ya en el epílogo del siglo surgieron algunos pintores locales que consolidaron carreras más allá de los límites de la ciudad y la región, como son Giancarlo Bertini, Pablo Chiuminatto Muñoz y Aurora Bravo Fernández.
Respecto al talento musical, sobresalió a lo largo de la historia el caso de María Ester Aldunate del Campo, cantante que alcanzó notable fama en el Tercer Reich Alemán, y el grupo Congreso, que desde 1969 se posicionó como un representante y emblema del estilo fusión latinoamericana.

### Deportes
En cuanto a actividades deportivas en equipos, son dos los deportes que destacan en Quilpué: el básquetbol y el fútbol.
- El básquetbol es el deporte colectivo más laureado en la historia reciente de Quilpué. Contó con su primera institucionalización en 1946, cuando se fundó la Asociación de Básquetbol de Quilpué y se estableció una liga local amateur, la que mantuvo su constancia con el paso del tiempo.[75] Con esta continua popularidad de fondo, se fundó en 2009 el Club Deportivo Colegio Los Leones de Quilpué, institución que dos años después hizo su entrada en la más alta categoría del baloncesto de Chile, el cual logró la obtención del campeonato nacional masculino en 2024,[76] y el tricampeonato nacional femenino, en 2012, 2014 y 2019.[77][78]
- El fútbol llegó a la ciudad dada la cercanía a Valparaíso, puerta de entrada del fútbol al país, lo que impulsó la temprana fundación del primer club de la ciudad, Quilpué Rangers, en 1902.[79] A partir de entonces y hasta la década de 1970, este deporte mantuvo un pulso fundamentalmente local, con barrios que formaban equipos que competían entre sí.[79] En los años 1980 Quilpué se abrió a las competiciones amateurs a nivel regional y nacional, donde obtuvo paulatinamente algunos logros en categorías de menores y seniors, los cuales permitieron más tarde cimentar el camino al Campeonato Nacional Amateur de 1993, el máximo reconocimiento alcanzado por la comuna en este deporte.[79] Con este hecho, rápidamente se encontró representación en el fútbol profesional, a través de una sucesión de clubes,[79] que desembocó en el actual Provincial Marga Marga, que estuvo un breve tiempo en el fútbol de tercera división de Chile.[80]

Entre los deportes individuales ha habido importantes logros de quilpueínos, sobre todo en pesca, caza y ciclismo:
- En pesca, Lubertina Lindermeyer fue campeona nacional en 1969, como más tarde hizo, en 1976, Marta Rogers Mayorga. Se constata también la obtención del récord mundial en peso lenguado, por Augusto Núñez Moreno, en 1971.[75]
- En caza deportiva sobresale la figura de Ernesto Uribe Galassi, campeón sudamericano de caza en 1975, y cinco veces campeón nacional en dicha especialidad.[75]
- En ciclismo ha habido dos quilpueínos campeones nacionales en velocidad, Alfonso Salas y Juan Aburto Peña, cuyos logros fueron obtenidos respectivamente en 1931 y 1968. Asimismo hubo un campeón sudamericano de pista y ruta, Sergio Aliste Hatte, cuya hazaña fue lograda en 1981.[75]
- Cabe reseñar, adicionalmente, a Marianne Berndt Ortiz, quien rompió en 2003 el récord nacional de lanzamiento de bala, y a Gustavo Rivera Follert, quien fue campeón chileno de turismo carretera, en 1984.[75]

En lo referente a infraestructuras para el deporte, se dispone del Estadio Villa Olímpica de Quilpué para fútbol y atletismo, el Gimnasio Municipal de Quilpué, para diferentes actividades deportivas comunales, y el Autódromo Villa Olímpica de Quilpué para motociclismo y automovilismo.

### Patrimonio y otros

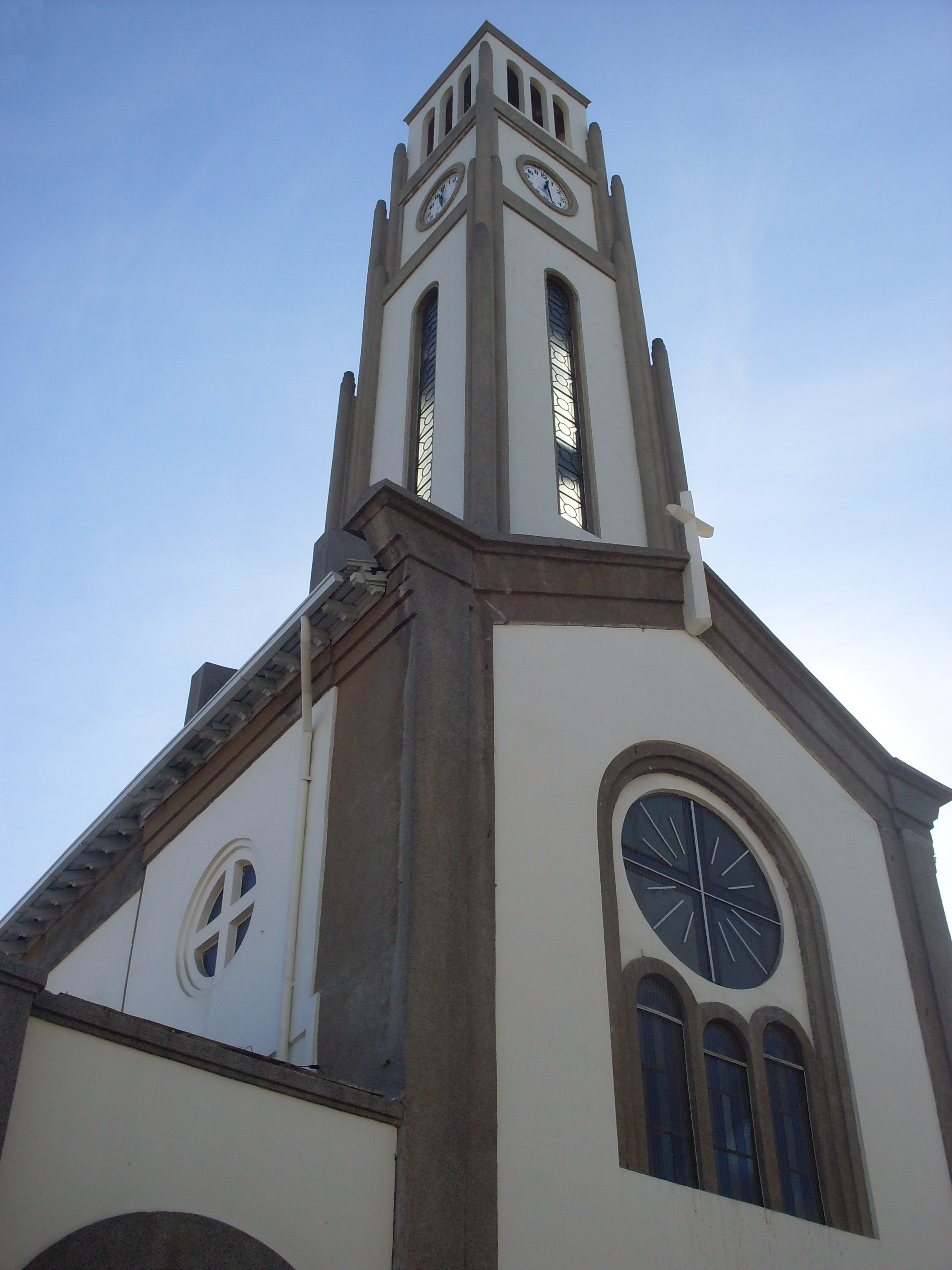
Parroquia de Nuestra Señora del Rosario de Quilpué.

El patrimonio inmueble de la comuna está constituido mayoritariamente por piezas arquitectónicas del siglo XX. Sin embargo, dos edificios eclesiásticos hacen de excepción. El primero de ellos es la Parroquia de Nuestra Señora del Rosario, construida en 1889, y el que es uno de los símbolos más recurrentes de la ciudad. El otro es la Capilla de Los Perales, de estilo neorrománico, la que fue inaugurada en 1900 como un centro de formación de sacerdotes, pero relegada luego que una serie de terremotos dañaran gravemente su estructura, y quedar en dicha condición hasta que en 2008 fue nombrada Monumento Histórico Nacional y en 2015 recuperada gracias a la inversión del Ministerio de Obras Públicas. Como dato relevante, esta acción se enmarcó en el proyecto de Museo de Historia Local de Los Perales, el que, a su vez, fue inaugurado en 2011.
A diferencia de las anteriores estructuras, las edificaciones de interés patrimonial de pleno siglo XX se caracterizan por una diversidad de funciones originarias, y que recientemente están tomando prestancia pública. Así, está el Teatro Municipal Juan Bustos Ramírez, creado en 1940, en estilo art decó, para la entretención como sala de cine, luego para obras de teatro, y finalmente para eventos culturales, luego de su compra y remodelación por la municipalidad en 2015; el Edificio Carozzi, de propósito industrial, comprado en 2016 por el municipio para ser la nueva sede consistorial; o los conjuntos habitacionales en altura de la fábrica soviética KPD, cuya característica construcción prefabricada solo es posible encontrar en Quilpué, Villa Alemana, Viña del Mar y Santiago, y que han sido distinguidos en el Bienal de Arquitectura Venecia 2014 por el hito técnico, ideológico, estético y político que significaron en el turbulento contexto histórico de la década de 1970 en Chile.
De un modo anexo a los inmuebles patrimoniales y museos, pero solapando ciertos cometidos, puede considerarse al Zoológico de Quilpué como un bien didáctico al servicio de la comunidad. Abierto el día 29 de diciembre de 1990, cuenta en sus instalaciones con más de 700 especies de fauna de Chile y el mundo.

## Transporte

### Ferrocarril y metro

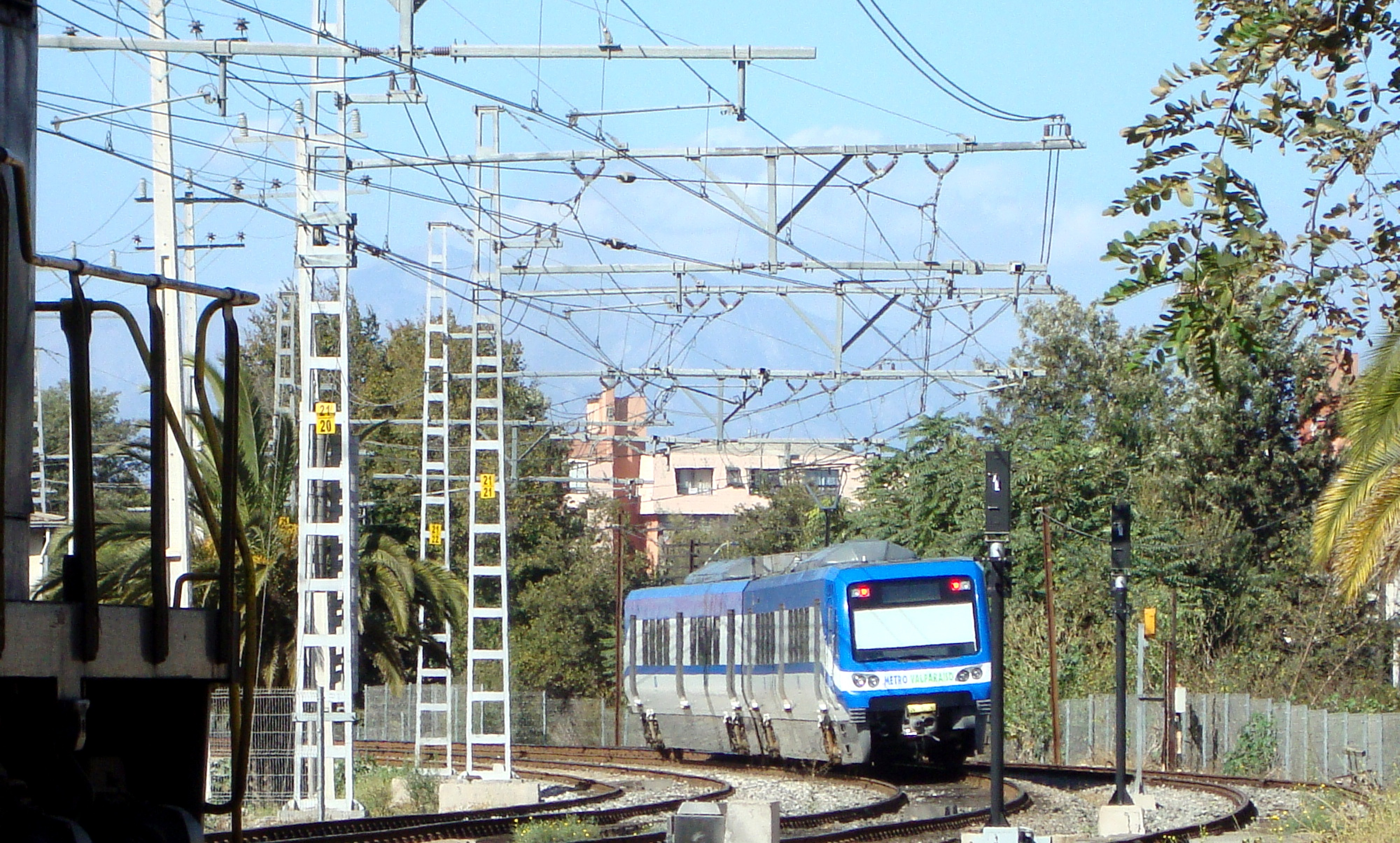
Tren Limache-Puerto
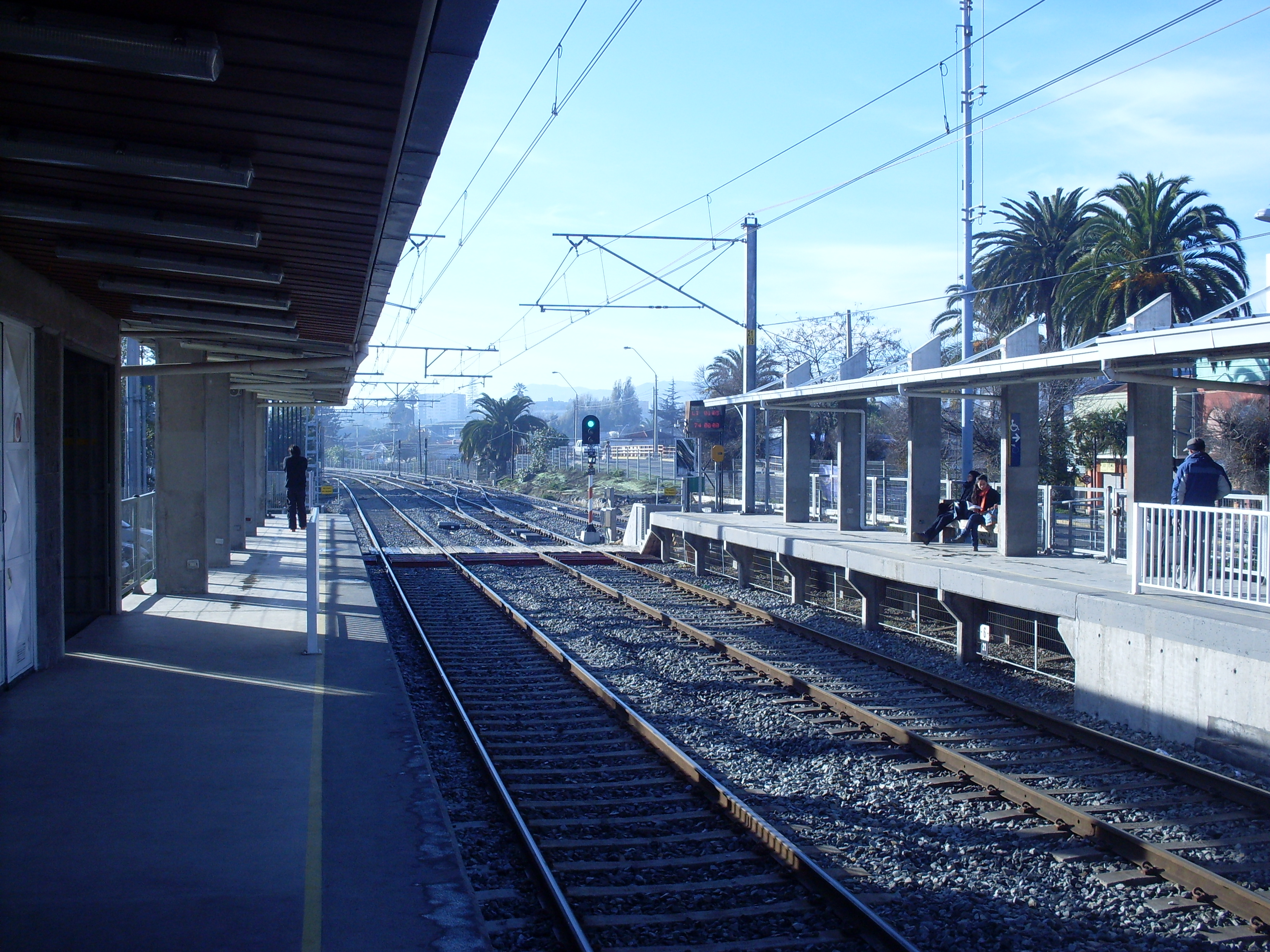
Estación Quilpué.
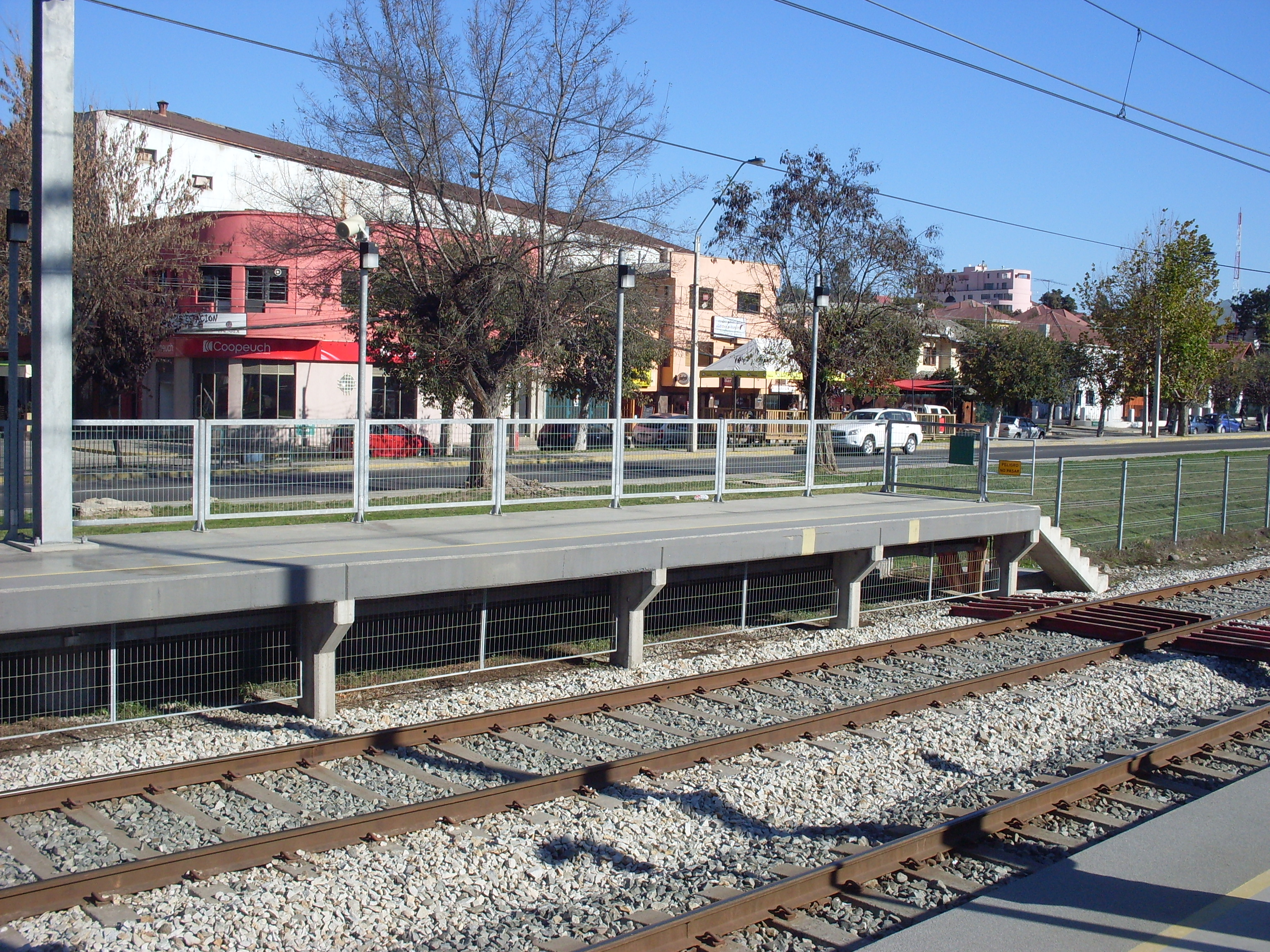
Entorno circundante a la Estación Quilpué.
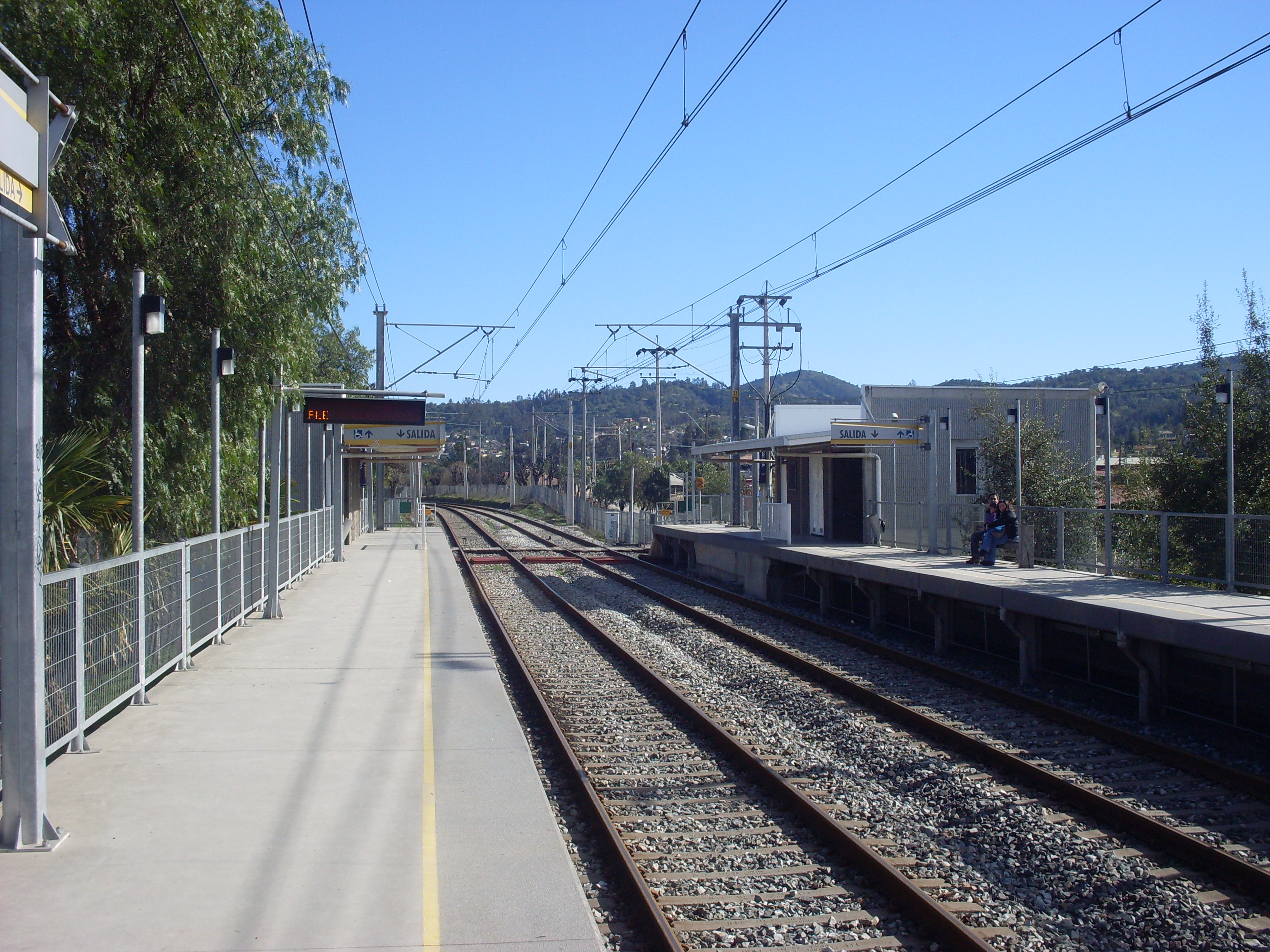
Estación El Sol.
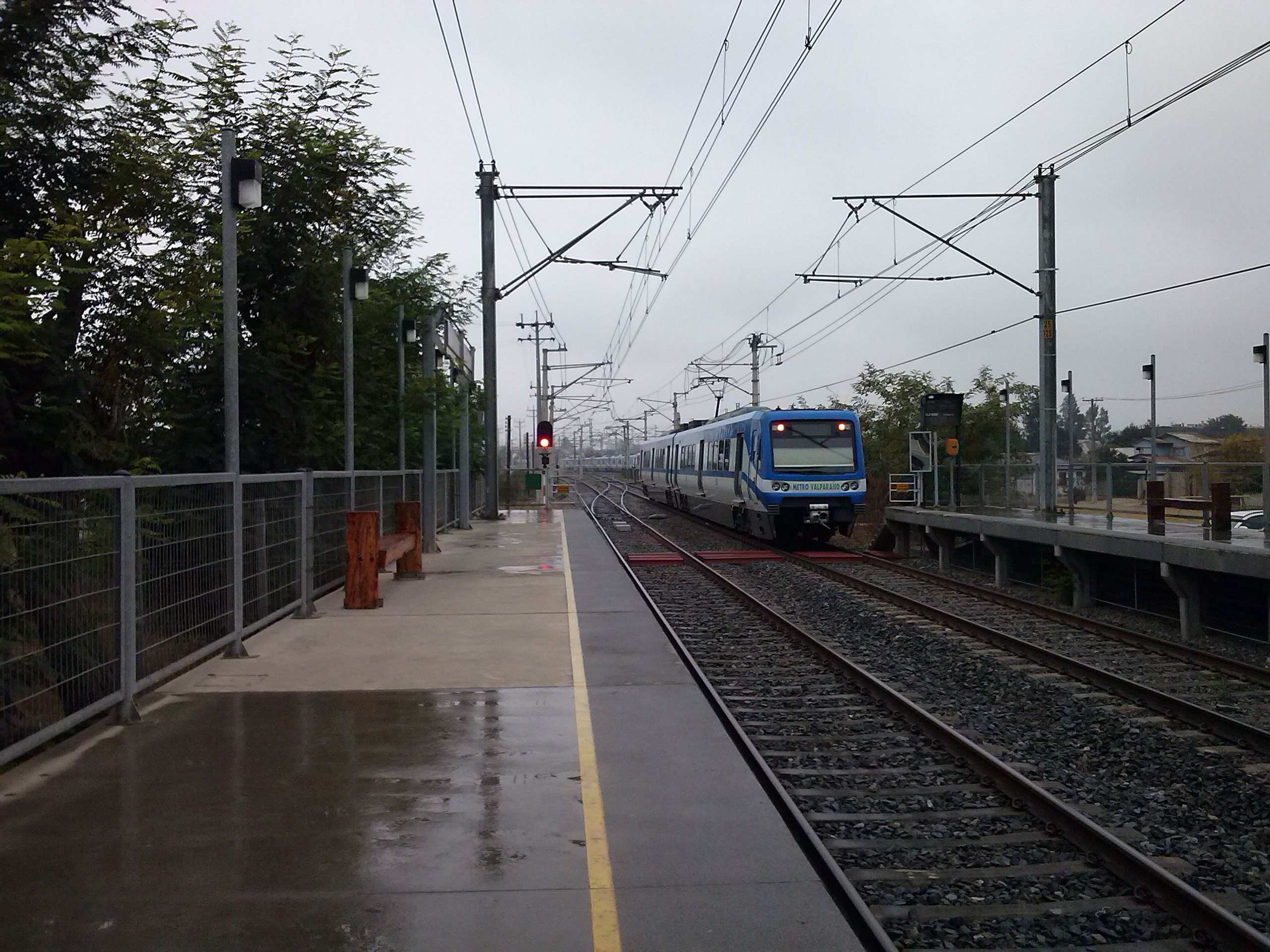
Estación Belloto.

El ferrocarril conformó parte esencial del desarrollo comunal, al propiciar el crecimiento demográfico. Originalmente, el tendido ferroviario debía seguir hacia el norte, alcanzando a Reñaca y luego a Concón, con la meta de arribar en Quillota, y de allí virar a Santiago. Pero con un nuevo análisis, se determinó que era demasiado peligroso aventurarse a construir el ferrocarril por las arenas y dunas que dominan el paisaje de Reñaca y Concón, y se propuso una nueva ruta para llegar a Quillota, por el Estero Marga Marga y el Valle de Quilpué, que fue lo que finalmente se hizo, materializándose la apertura de la Estación Quilpué en 1856.
Tempranamente, la vía del ferrocarril aportó a aglutinar el asentamiento en torno a su eje, de modo que fueron abriéndose paulatinamente más estaciones. En 1862 se inauguró la Estación Las Palmas, en Población Argentina, y más tarde, en 1938, la Estación El Belloto. Ya en 1951 abre la Estación El Sol, y en la década de 1970, Estación Valencia se transforma en sucesora de Las Palmas.
A las pocas décadas de concluida la inauguración de este ferrocarril, era posible viajar desde Quilpué a puntos tan extremos como Puerto Montt e Iquique, lo que posibilitaba el tránsito de personas y de mercancías con todo el país, y también a nivel internacional, por efecto del terminal en el Puerto de Valparaíso. Todo esto le dio atractivo a la comuna para llegar a ser polo industrial. No obstante, el debilitamiento de la red ferroviaria en la segunda mitad del siglo XX llevó al confinamiento del servicio hasta Valparaíso por el poniente, y hasta Limache, por el oriente, tramo que serviría más tarde, en 1999, para la puesta en marcha de la modernización de la infraestructura, y posterior apertura del Tren Limache-Puerto.
Así, el 23 de noviembre de 2005, se inaugura el Tren Limache-Puerto, como sucesora del ferrocarril, con la reutilización de tres de las cuatro estaciones del sistema antiguo de trenes, las cuales se destinaron como paradas para Quilpué. Estas son, en sentido costa a interior: Estación Quilpué, Estación El Sol, y Estación El Belloto, todas activas. En 2016 entró también en funcionamiento el servicio de Bus + Metro, y ya se trabaja en la reapertura de la restante parada, la Estación Valencia.

### Transporte interno e interurbano

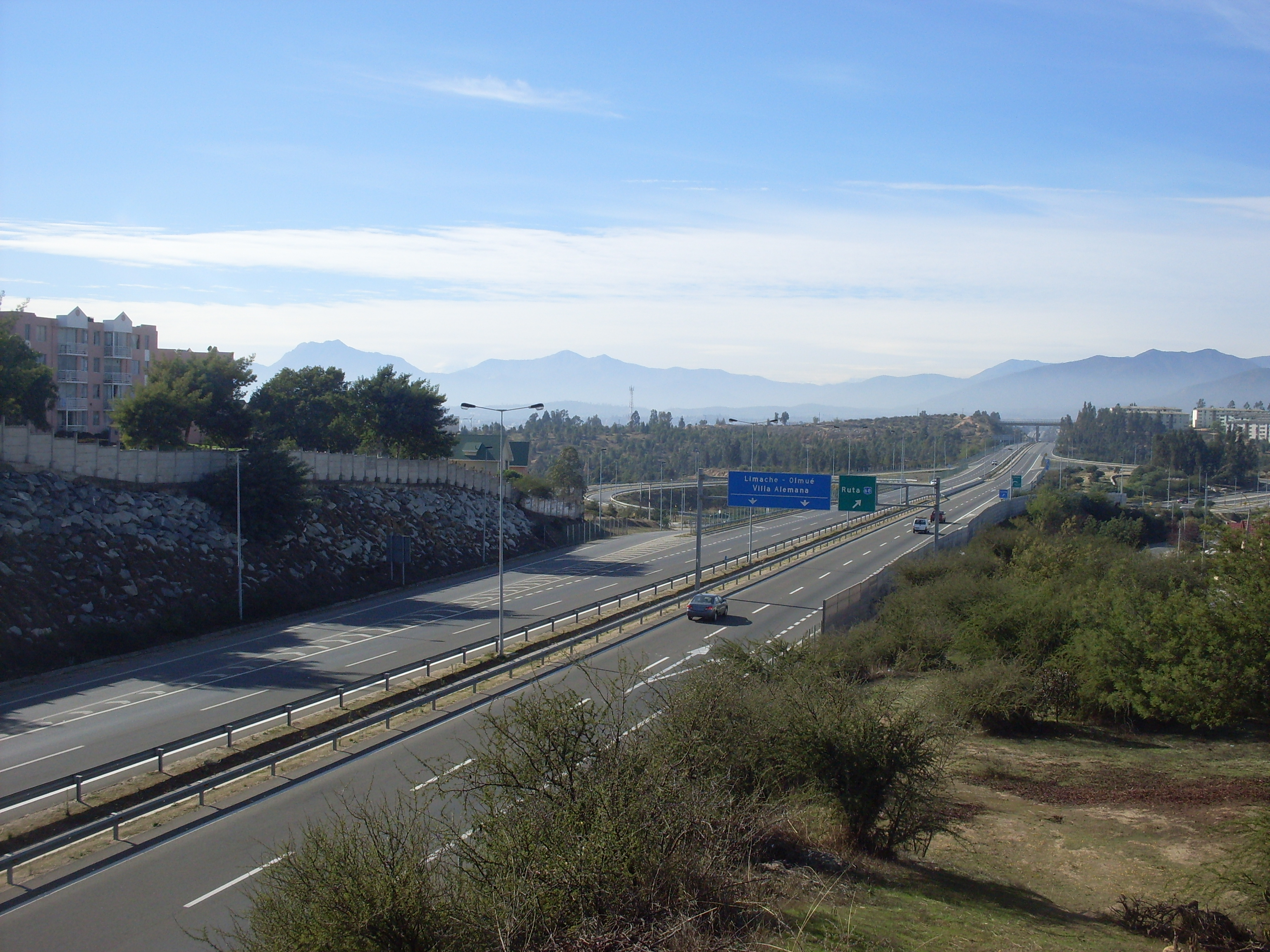
Autopista Troncal Sur en su enlace con Marga-Marga.

El Camino Real Valparaíso-Limache es una de las vías de mayor antigüedad en consignar una importancia crucial para el transporte interno e interurbano hasta la actualidad. Dicha plataforma, dispuesta en paralelo al ferrocarril, se conoce hoy como Avenida Los Carrera, continuando en Viña del Mar con el nombre de Camino Troncal, y en Villa Alemana como Avenida Valparaíso. La bifurcación que sufre a mitad de su tránsito por Quilpué se llama Avenida Freire. Juntas atraviesan la zona central de la urbe, y en ambas confluye la mayor parte del transporte público local y metropolitano, representados por colectivos, taxis, y los autobuses del TMV, siendo las principales arterias urbanas.
No obstante, en 2003 se dio apertura a una autopista segregada de alta velocidad en la zona sur de la ciudad, llamada Troncal Sur, cuya presencia permitió socorrer el flujo de vehículos de las avenidas centrales, y disminuir los tiempos de viaje desde la periferia hacia el núcleo del Gran Valparaíso. Esta infraestructura está concesionada a la empresa Abertis Autopistas, y por ende cuenta con un peaje y telepeaje dentro de su recorrido. Especialmente empleada por vehículos particulares, aunque en creciente medida por el transporte público, se constituyó en otro eje estructurante del flujo de la ciudad.
Hacia la zona sur también se proyecta el Camino Marga Marga, antiguamente denominado Camino Real a Santiago, que dentro de la zona urbana conecta a la Avenida Los Carrera con la Autopista Troncal Sur. Esta proyección (Ruta F-50 Lo Orozco) permite la conectividad con los asentamientos rurales de la comuna, y yendo más allá, desemboca en la Ruta 68, posibilitando hasta el día de hoy la efectiva conexión con Santiago. En el ámbito de caminos rurales, resalta la Ruta F-760, que desde su inauguración en 1930, comunica a Quilpué con el Valle de Colliguay, en un recorrido que sortea un relieve abrupto, siendo dentro de su trayectoria conocida la Cuesta de Colliguay por sus pronunciadas curvas y ángulos cerrados.

## Medios de comunicación

### Prensa escrita
A través del tiempo, un total de 25 revistas de actualidad han surgido desde la iniciativa local, y para el público local, fundamentalmente. La primera de ellas correspondió al periódico El Progreso, fundado el 1 de septiembre de 1894, con el objetivo de defender el concertado interés de la naciente comuna. De aquel primer antecedente, y en orden cronológico, los periódicos de la historia de Quilpué han sido los siguientes (en cursiva los vigentes):
- El Progreso
- La Prensa
- El Imparcial
- La Voz de Quilpué
- La Galeta
- La Justicia
- La Tribuna
- La Aurora de Chile
- Claridad
- La República
- La Región
- La Campana
- Ahora
- El Sol
- En Marcha
- El Quilpueíno
- El Observador
- El Troncal
- El Despertar
- Ruta 62
- La Nueva Frontera
- Ciudad del Sol
- El Correo
- El Alba
- Semanario Futuro
- Página 12

### Radio
Con respecto a la radiodifusión, Quilpué cuenta con una única emisora local: Radio Centenario (106.9 FM), y además suele entrar en contacto con redes nacionales de radioemisoras, como a su vez, con radioemisoras de carácter local o metropolitano de la conurbación del Gran Valparaíso:
FM
- 88.1 MHz Radio Cooperativa[m 2]
- 88.5 MHz Radio Amor (Tropical)
- 88.9 MHz Radio Romance
- 89.5 MHz Radio Portales de Valparaíso[m 3]
- 89.9 MHz FM Okey Viña del Mar[m 4]
- 90.3 MHz Radioactiva[m 5]
- 90.7 MHz Radio Romántica[m 6]
- 91.7 MHz Los 40[m 7]
- 92.1 MHz Radio Infinita
- 92.5 MHz Radio Agricultura[m 8]
- 93.1 MHz Radio Concierto[m 9]
- 93.7 MHz Radio Festival
- 94.1 MHz ADN Radio Chile[m 10]
- 94.5 MHz Radio Bío-Bío
- 94.9 MHz Digital FM[m 11]
- 95.5 MHz Énfasis FM[m 12]
- 95.9 MHz X FM
- 96.7 MHz Radio Pauta
- 97.3 MHz Radio Valentín Letelier[m 13]
- 97.7 MHz FM Okey Quillota[m 4]
- 98.1 MHz Radio Carnaval[m 14]
- 98.9 MHz Radio Carolina[m 15]
- 99.3 MHz Radio Amor (Cristiana)[m 16]
- 99.7 MHz Radio Universidad Federico Santa María[m 17]
- 100.1 MHz Radio Punto 7[m 18]
- 100.5 MHz Corazón FM[m 19]
- 101.1 MHz Tele13 Radio
- 101.7 MHz Radio Armonía[m 20]
- 102.1 MHz Radio Beethoven[m 21]
- 102.5 MHz Radio Valparaíso[m 2]
- 102.9 MHz El Conquistador FM[m 22]
- 103.5 MHz UCV Radio[m 23]
- 104.1 MHz Duna FM[m 24]
- 104.5 MHz FM Dos[m 25]
- 105.1 MHz Radio Congreso[m 26]
- 105.7 MHz Radio Pudahuel[m 27]
- 106.3 MHz Radio Nuevo Tiempo
- 106.9 MHz Radio Centenario

AM
- 630 kHz Radio Stella Maris[m 28]
- 730 kHz Radio Colo Colo[m 29]
- 800 kHz Radio María Chile
- 840 kHz Radio Portales de Valparaíso[m 3]
- 900 kHz Radio La Señal
- 940 kHz Radio Valentín Letelier[m 13]
- 980 kHz Radio Corporación
- 1100 kHz Radio BBN[m 30]
- 1210 kHz Radio Valparaíso
- 1270 kHz Radio Festival
- 1340 kHz Radio Divina
- 1410 kHz Radio Amor[m 16]
- 1450 kHz Radio Universidad Federico Santa María[m 17]
- 1600 kHz Radio Fe

### Televisión
- 2.1 - La Red
- 4.1 - TV+
- 5.1 - Mega
- 8.1 - Canal 13
- 10.1 - Chilevisión
- 12.1 - TVN

### Medios de comunicación
1. 1 2  López Ascarate, 2013, pp. 62-80; Organizaciones e instituciones de servicio público.
2. 1 2  «Red Nacional de Radio Cooperativa» (www.cooperativa.cl). Radio Cooperativa. Consultado el 11 de diciembre de 2016.
3. 1 2  «Reseña Radio Portales» (www.portalesfm.cl). Radio Portales de Valparaíso. Archivado desde el original el 18 de noviembre de 2016. Consultado el 11 de diciembre de 2016.
4. 1 2  «Señales de FM Okey» (www.fmokey.cl). FM Okey. Consultado el 11 de diciembre de 2016.
5. ↑  «Frecuencias de Radio Imagina» (www.radioimagina.cl). Radio Imagina. Consultado el 11 de diciembre de 2016.
6. ↑  «Frecuencias de Radio Romántica» (www.romantica.cl). Radio Romántica. Archivado desde el original el 15 de diciembre de 2016. Consultado el 11 de diciembre de 2016.
7. ↑  «Emisoras de Los 40» (www.los40.cl). Los 40. Archivado desde el original el 2 de diciembre de 2016. Consultado el 11 de diciembre de 2016.
8. ↑  «Red de Radio Agricultura» (www.radioagricultura.cl). Radio Agricultura. Archivado desde el original el 19 de noviembre de 2016. Consultado el 11 de diciembre de 2016.
9. ↑  «Frecuencias de Radio Concierto» (www.concierto.cl). Radio Concierto. Consultado el 11 de diciembre de 2016.
10. ↑  «Diales de ADN Radio» (www.adnradio.cl). ADN Radio Chile. Consultado el 11 de diciembre de 2016.
11. ↑  «Digital FM > Escuchar en vivo > Valparaíso» (www.digitalfm.cl). Digital FM. Consultado el 11 de diciembre de 2016.
12. ↑  «Énfasis FM > Contáctanos» (www.radioenfasis.cl). Énfasis FM. Consultado el 11 de diciembre de 2016.
13. 1 2  «Radio Valentín Letelier» (rvl.uv.cl). Radio Valentín Letelier. Consultado el 11 de diciembre de 2016.
14. ↑  «Radio Carnaval Viña del Mar-Valparaíso» (www.radiocarnaval.cl). Radio Carnaval. Consultado el 18 de marzo de 2017.
15. ↑  «Radios del Grupo Dial» (www.grupodial.cl). Grupo Dial. Archivado desde el original el 10 de diciembre de 2016. Consultado el 11 de diciembre de 2016.
16. 1 2  «Cobertura de Radio Amor» (www.radioamor.cl). Radio Amor. Archivado desde el original el 20 de diciembre de 2016. Consultado el 11 de diciembre de 2016.
17. 1 2  «Radio Universidad Técnica Federico Santa María» (radio.usm.cl). Universidad Técnica Federico Santa María. Consultado el 11 de diciembre de 2016.
18. ↑  «Radio Punto 7 > Frecuencias» (www.pagina7.cl). Radio Punto 7. Consultado el 11 de diciembre de 2016.
19. ↑  «Frecuencias de Corazón FM» (www.corazon.cl). Corazón FM. Consultado el 11 de diciembre de 2016.
20. ↑  «Cobertura de Radio Armonía» (www.radioarmonia.cl). Radio Armonía. Archivado desde el original el 15 de diciembre de 2016. Consultado el 11 de diciembre de 2016.
21. ↑  «Radio Beethoven» (www.beethovenfm.cl). Radio Beethoven. Consultado el 7 de mayo de 2022.
22. ↑  «Frecuencias de El Conquistador FM» (www.elconquistadorfm.cl). El Conquistador FM. Archivado desde el original el 20 de diciembre de 2016. Consultado el 11 de diciembre de 2016.
23. ↑  «UCV Radio» (www.ucvmedios.cl). UCV Radio. Archivado desde el original el 22 de noviembre de 2016. Consultado el 11 de diciembre de 2016.
24. ↑  «Diales de Duna FM» (www.duna.cl). Duna FM. Consultado el 11 de diciembre de 2016.
25. ↑  «FM Dos > Frecuencias» (www.fmdos.cl). FM Dos. Consultado el 11 de diciembre de 2016.
26. ↑  «Sobre Radio Congreso» (radiocongreso.cl). Radio Congreso. Archivado desde el original el 20 de diciembre de 2016. Consultado el 11 de diciembre de 2016.
27. ↑  «Frecuencias de Radio Pudahuel» (www.pudahuel.cl). Radio Pudahuel. Consultado el 11 de diciembre de 2016.
28. ↑  «Historia de Radio Stella Maris» (www.radiostellamaris.cl). Radio Stella Maris. Archivado desde el original el 20 de diciembre de 2016. Consultado el 11 de diciembre de 2016.
29. ↑  «Radio Colo Colo» (www.radiocolocolo.cl). Radio Colo Colo. Consultado el 7 de mayo de 2022.
30. ↑  «Emisoras de Radio BBN» (www.bbnradio.cl). Radio BBN. Consultado el 11 de diciembre de 2016.

### Libros y publicaciones
| - Alarcón, Luis (2012). «Algunos antecedentes generales para la historia de la minería en el Valle del Marga-Marga». Boletín Histórico de la Provincia de Marga-Marga, Tomo III (Agrupación de Investigadores de la Historia del Valle del Marga-Marga). ISSN 0719-2754. - González Valencia, Andrés (2014). «Quilpué y lo que sobrevino tras la muerte del Contra-Almirante Don Carlos A. Condell de la Haza». Boletín Histórico de la Provincia de Marga-Marga, Tomo X (Agrupación de Investigadores de la Historia del Valle del Marga-Marga): 28-50. ISSN 0719-2754. | - Leguás Contreras, Brus (2002). Quilpué, historia de una comuna. Quilpué: Editorial Cadquitipay. Archivado desde el original el 21 de septiembre de 2016. Consultado el 25 de agosto de 2016. - López Ascarate, Juan José (2013). Quilpué, de floreciente villa a ciudad capital. Maval Limitada. ISBN 978-956-9143-00-7. - Troncoso Narváez, Roberto (1985). Historia de Quilpué, Tomo I, Tomo II, Tomo III y Tomo IV. La Nación. |